# مارکو کانولا
مارکو کانولا (ایتالیایی: Marco Canola؛ زادهٔ ۲۶ دسامبر ۱۹۸۸) دوچرخه‌سوار اهل ایتالیا است.
از باشگاه‌هایی که در آن رکاب زده‌است می‌توان به باردیانی–سی‌اس‌اف، تیم دوچرخه‌سواری یونایتدهلثکر و نیپو–وینی فانتینی اشاره کرد.